# Michael Feast

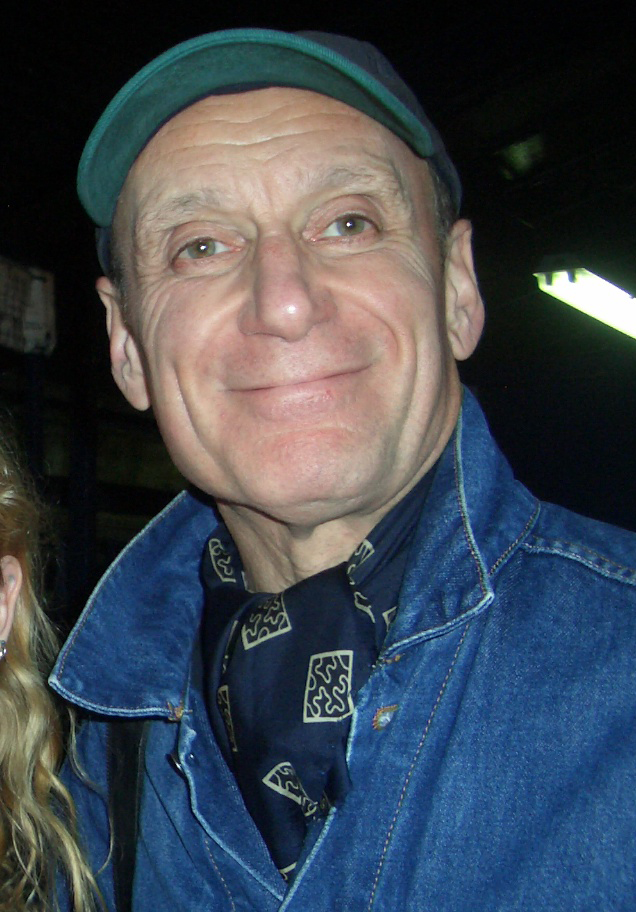
Michael Feast (2011)

Michael Feast (* 25. November 1946 in Brighton, England) ist ein britischer Schauspieler.

## Leben
Michael Feast wurde in der britischen Stadt Brighton geboren. Seine Schauspielausbildung absolvierte er an der Central School of Speech and Drama. Seinen ersten TV-Auftritt hatte Feast 1967 in einer Folge der Serie The Golden Age. Kurz darauf war er in einer Inszenierung des Stückes Hair. In der Folge kam es zu Kooperationen mit John Gielgud, den er später selbst in dem Stück Plague Over England von Nicolas de Jongh spielte.
Michael Feast war seit Beginn der 1970er Jahre in über 80 Film- und Fernsehproduktionen zu sehen. Dazu zählen Filme wie Die Schritte des Mörders, Bruder Sonne, Schwester Mond, Velvet Goldmine, The Tribe, Sleepy Hollow und Penelope.
Zu seinen bekanntesten Rollen im Fernsehen gehört die des Andrew Wilson aus Mord auf Seite eins aus dem Jahr 2003. 2016 war er in der preisgekrönten Fernsehserie Game of Thrones in der Rolle des Aeron Graufreud zu sehen.

## Filmografie (Auswahl)
- 1967: The Golden Age (Fernsehserie, Episode 2x01)
- 1970: Die Schritte des Mörders (I Start Counting)
- 1971: Private Road
- 1972: Bruder Sonne, Schwester Mond (Fratello solle, sorella luna)
- 1974: Got It Made
- 1977: Hardcore
- 1980: L.A. Prisoner
- 1982: Der Kontrakt des Zeichners (The Draughtman’s Contract)
- 1983: Studio (Fernsehserie, 7 Episoden)
- 1986: The American Way
- 1988: Blind Justice (Miniserie, 2 Episoden)
- 1989: Shadow of the Noose (Miniserie, 8 Episoden)
- 1989: Agatha Christie’s Marple (Fernsehserie, Folge: Karibische Affäre)
- 1990: The Fool
- 1990–1997: Casualty (Fernsehserie, 3 Episoden)
- 1990–2003: The Bill (Fernsehserie, 11 Episoden)
- 1992: Underbelly (Fernsehserie, 4 Episoden)
- 1993: Der Fluch der Edelsteine (Eye of the Storm, Fernsehserie, 6 Episoden)
- 1995: Bugs (Fernsehserie, Episode 1x06)
- 1997–1999: Touching Evil (Fernsehserie, 15 Episoden)
- 1998: Inspector Barnaby (Midsomer Murders, Episode: Ein böses Ende)
- 1998: Velvet Goldmine
- 1998: The Tribe
- 1999: Sleepy Hollow
- 2001: Young Blades
- 2003: Mord auf Seite eins (State of Play, Fernsehserie, 5 Episoden)
- 2005: Murphy’s Law (Fernsehserie, 6 Episoden)
- 2005: Der Preis des Verbrechens (Trial & Retribution, Fernsehserie, 2 Episoden)
- 2006: Penelope
- 2006: New Tricks – Die Krimispezialisten (New Tricks, Fernsehserie, Episode 3x04)
- 2007: Agatha Christie’s Marple (Fernsehserie, Episode 3x02)
- 2007: Inspector Lynley (The Inspector Lynley Mysteries, Fernsehserie, 1 Episode)
- 2007: The Deaths of Ian Stone
- 2007: Silent Witness (Fernsehserie, 2 Folgen)
- 2009: Holby City (Fernsehserie, Episode 11x51)
- 2011: There Be Dragons
- 2016: Rebellion (Fernseh-Miniserie, 4 Episoden)
- 2016: Game of Thrones (Fernsehserie, 2 Episoden)
- 2019: Vera – Ein ganz spezieller Fall (Vera, Fernsehserie, Episode 9x04)